# George H. Hitchings
George Herbert Hitchings (Hoquiam, Washington, 1905. április 18. – Chapel Hill, Észak-Karolina, 1998. február 27.) amerikai biokémikus, farmakológus. Számos új gyógyszert fedezett fel a rák, a malária vagy a köszvény kezelésére. 1988-ban Gertrude B. Elionnal és James W. Black-kel közösen elnyerte a orvostudományi Nobel-díjat "a gyógyszeres kezelés fontos alapelveit érintő felfedezéseiért".

## Pályafutása
George H. Hitchings 1905. április 18-án született a Washington állambeli Hoquiamban id. George Herbert Hitchings hajóépítő és  Lillian H. Hitchings (lánykori nevén Matthews) gyermekeként. Ősei Angliából és Skóciából vándoroltak ki az Egyesült Államokba még az ország függetlenné válása előtt. A család gyakori költözései miatt iskoláit a kaliforniai Berkeleyben és San Diegóban, valamint a washingtoni Bellinghamben és Seattle-ben végezte. Mikor tizenkét éves volt, apja hosszú betegség után meghalt, George pedig elhatározta, hogy orvos lesz; példaképe Louis Pasteur volt, akiről az iskolában előadást is tartott.
1923-ban beiratkozott a Washingtoni Egyetemre, ahol fő tárgyának mégis a kémiát választotta. 1927-ben BSc, egy évvel később pedig MSc fokozatot szerzett, szakdolgozatának témája a közeli oceanográfiai állomáson végzett vízanalitikai vizsgálat volt. Diplomájának megszerzése után a Harvard Egyetem ajánlott neki oktatói állást. Előbb a kémiai, majd a biokémiai szakon adott elő és közben a purinbázisok (a nukleinsavak építőkövei) analitikájával végzett munkája alapján 1933-ban megvédte doktori disszertációját is.
Ezután a gazdasági válság okozta gazdasági nehézségek miatt az egyetemek sokáig csak ideiglenes megbízásokat tudtak adni neki. A Harvardon és a Western Reserve University-n rákkutató, táplálkozástudományi és elektrolitkutató laboratóriumok munkáját segítette, míg végül 1942-ben a Burroughs-Wellcome gyógyszergyártó cég gyógyszerkutatóként nem alkalmazta. Ezután egész aktív életében itt maradt; 1967-ben kutatási igazgatóhelyettes lett, 1975-ben pedig professor emeritusként visszavonult. 

## Tudományos tevékenysége

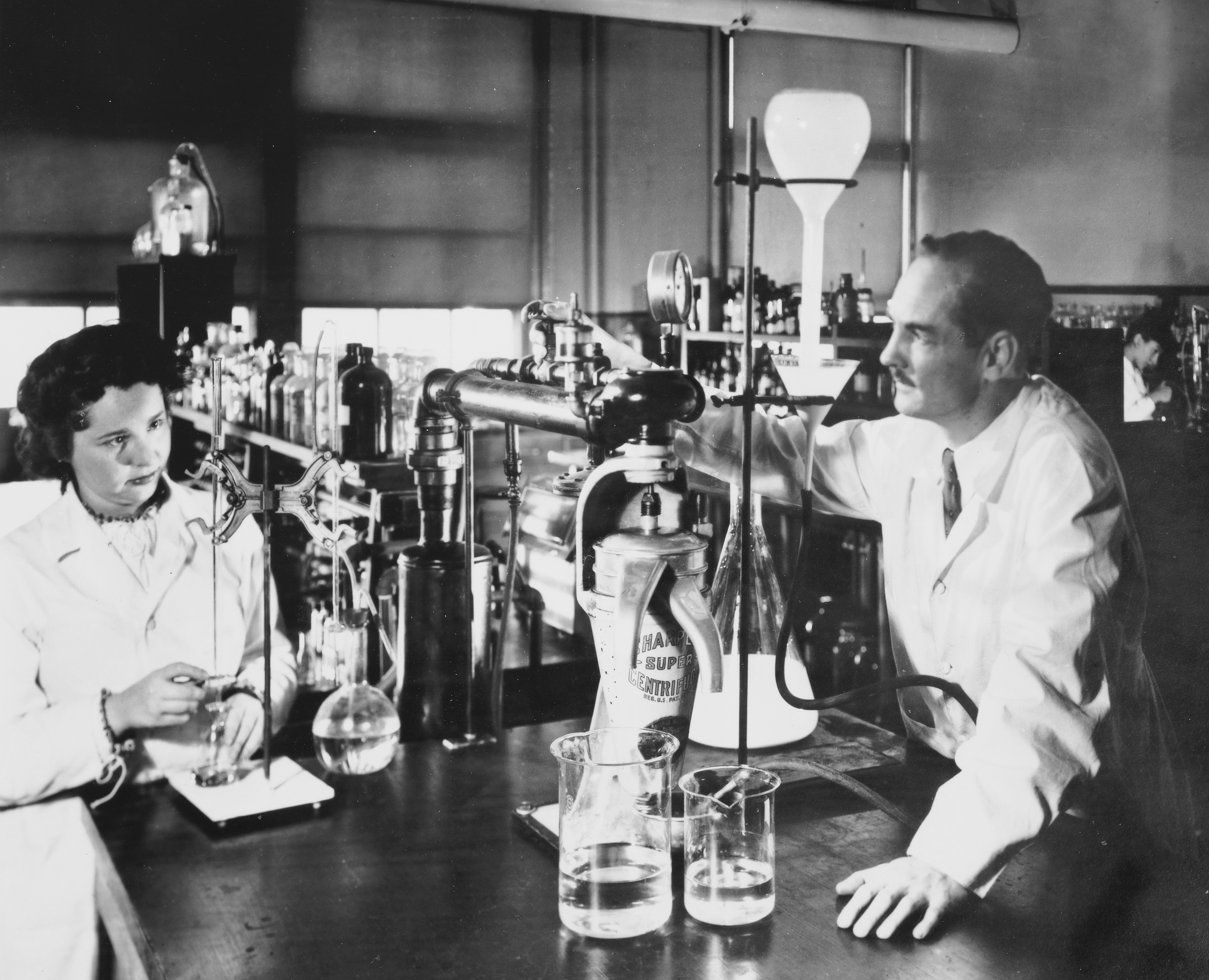
Gertrude Elion és George Hitchings 1948-ban

1943-ban a cég felvette Hitchings mellé Gertrude B. Eliont, akivel a következő 24 évben együtt dolgoztak (amíg Hitchings igazgatóhelyettes, Elion pedig kutatási részlegvezető nem lett).
Abban az időben az új gyógyszereket többnyire természetes eredetű, gyógyhatású vegyületek módosításával nyerték. A farmakológiába kívülről érkező Hitchings "racionálisan", elméletileg akarta megtervezni a molekulát, az alapján amiben a beteg szövet az egészségestől különbözik. Mivel a nukleinsavakkal volt tapasztalata, a purinokhoz hasonló molekulákat szintetizált, amelyek elképzelése szerint kötődni tudnak a DNS-szintézist végző enzimekhez és meggátolják azok működését és így akadályozzák a gyorsan osztódó baktériumok és ráksejtek szaporodását. A tesztek során az egyik vegyülete, az 1951-ben szintetizált 6-merkaptopurin (6MP) különösen hatékonynak bizonyult és hamarosan alkalmazni kezdték a leukémia kezelésében.
1959-ben Hitchings és Elion felfedezte, hogy a 6MP gátolja az ellenanyagok képződését. Kifejlesztettek egy kevésbé toxikus verziót, az azatioprint, amellyel kezelni tudtak bizonyos autoimmun betegségeket és meg tudták akadályozni a szervátültetések során fellépő kilökődési reakciót. Az azatioprin ma is az egyik legfontosabb ilyen célra alkalmazott gyógyszer.
A 6MP metabolizmusát vizsgálva Hitchings rájött, hogy ugyanaz az enzim, a xantin-oxidáz bontja le, mint amelyik a purinbázisokból húgysavat készít. Mivel a húgysav magas szintje köszvényhez vezet, az enzim részleges blokkolásával enyhíteni tudta a betegség tüneteit. Erre a célra dolgozta ki a 60-as években az allopurinolt. Ezenkívül kifejlesztette a malária kezelésére használt pyrimetamint és a húgyúti bakteriális fertőzések ellen hatásos trimetoprimet. 

## Elismerései

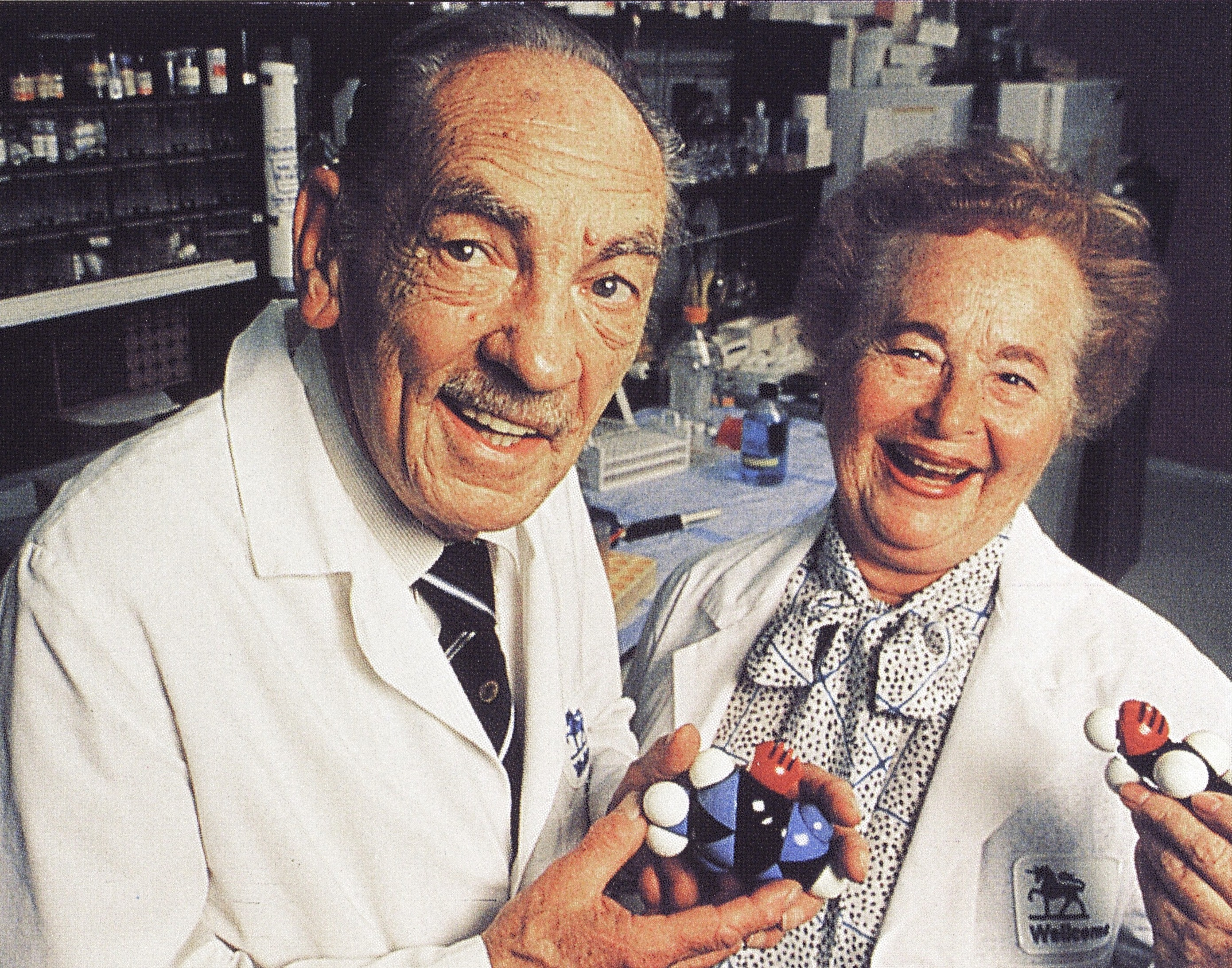
Elion és Hitchings 1988-ban, a Nobel-díj átadásának idején

George H. Hitchings, Gertrude B. Elion és a brit James W. Black a farmakológiában elért eredményeikért 1988-ban orvostudományi Nobel-díjban részesült. Hitchings ezenkívül számos egyéb díjat is megkapott, mint a Csehszlovák Tudományos Akadémia Gregor Mendel-érmét vagy az Albert Schweitzer Nemzetközi Orvostudományi Díjat. 11 egyetem avatta díszdoktorává és tagja volt az Amerikai Tudományos Akadémiának. 

## Családja
George Hitchings 1933-ban házasodott össze Beverly Reimerrel. Két gyermekük született, Laramie Ruth Hitchings és Thomas Eldridge Hitchings. Beverly 1985-ben meghalt, George pedig 1989-ben másodszor is megnősült, Joyce Shavert vette el. Idős korában Hitchings sokat foglalkozott jótékonysági tevékenységgel, 1971-90 között ő vezette a Burroughs-Wellcome jótékonysági alapját és a tucatnyi egyéb helyi filantróp szervezet működésében is részt vett.
George H. Hitchings 1998. február 27-én halt meg az észak-karolinai Chapel Hillben, Alzheimer-betegsége következtében.